# Karima (cráter)

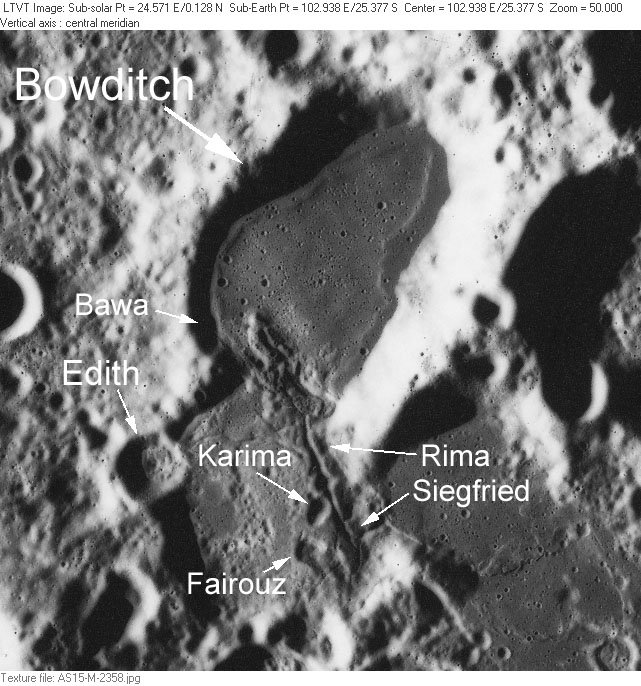
Imagen de la misión Apolo 15

Karima es un pequeño cráter de impacto perteneciente a la cara oculta de la Luna. Está situado en la costa noroeste del Lacus Solitudinis, en el costado oeste del cráter Bowditch y entre Titius (al oeste suroeste) y Perel'man (al estenoreste). Sus vecinos más cercanos son otros tres pequeños cráteres: Bawa (al nornoreste); Edith (al estenoreste) y Fairouz (al sursudoeste). La Rima Siegfried es tangente al cráter por su sector noreste.
|  |

Es un cráter casi circular, con forma de cuenco. Pareado con otro impacto algo menor, carece de signos de erosión destacables. El nombre fue adoptado por la UAI en 1976.